# Новицький Євгеній Григорович
Новицький Євгеній Григорович (нар. 19 листопада 1957, Томська область, Росія) — російський підприємець і вчений, колишній президент холдингу АФК «Система» (1995—2005). Один із керівників російського оборонного концерну «РТІ Системи», голова опікунської ради Фонду сприяння науково-технічному прогресу МДТУ ім. Баумана.

## Біографія
Народився 19 листопада 1957 року у Томській області у сім'ї робітників. З 1980 по1985 рік навчався у МВТУ ім. Баумана (тоді училище). Після закінчення навчання залишився працювати в училищі на посаді «інженер-математик».
У 1987 році вступив до аспірантури, де навчався до 1990 року. У цей період взяв участь у розробці науково-технічних проєктів оборонної промисловості та отримав ступінь кандидата технічних наук. У 1989 — 1990 роках вивчав управлінську діяльність у МДІМВ та Манчестерській бізнес-школі.

## Діяльність
У 1995 році Новицький став одним із керівників холдингу олігарха Володимира Євтушенкова АФК «Система» (власника стільникового російського оператора МТС). З 1995 до 2005 року Новицький обіймав посаду президента холдингу. Потім (з 2005 по 2006 рік) був головою ради директорів АФК «Система». Протягом 2006 — 2013 років — член Ради директорів, а з 2011 по 2013 роках — директор АФК «Системи». У 2012 році брав участь у придбанні акцій компанії «Уралнафтогазпром».
З 2013 року Євген Новицький є одним із керівників радіоелектронного концерну «РТІ Системи», що входить до холдингу, що випускає електроніку військового та цивільного призначення: з 2015 по 2016 рік — голова Ради директорів, з 2016 — заступник голови.
«РТІ Системи» входить до сотні найбільших оборонних компаній світу, розробляючи для російського озброєння системи управління та зв'язку, радіотехнічне обладнання.
Підозрюється ФБР США у відмиванні коштів для «Солнцевської» ОЗУ.

## Нерухомість
У березні 2022 року журналісти програми «Схеми» та проєкту Scanner Project у рамках циклу матеріалів «Стовпи режиму Путіна» опублікували розслідування, в якому йшлося про те, що Новицький має фірму у Франції, зареєстровану за адресою вілли з басейном у Каннах. «І хоча у документах компанії, які вдалося дістати журналістам, не знайшлося відомостей про купівлю-продаж цієї вілли і її вартість, можемо припустити, що стороннім і непов'язаним особам реєструвати фірму за цією адресою просто б не дозволили. Відтак є вагомі підстави припускати, що ця нерухомість належить Новицьким», — йдеться у розслідуванні.